# Милл-Лакс (округ)
Милл-Лакс (англ. Mille Lacs County) — округ в штате Миннесота, США. Административный центр — Милака, крупнейший город — Принстон. По переписи 2000 года в округе проживают 22 330 человек. Площадь — 1766 км², из которых 1488 км² — суша, а 278 км² — вода. Плотность населения составляет 15 чел./км².

## История
Округ был основан в 1857 году.